# ریک هاون
ریک هاون (انگلیسی: Rick Hawn؛ زادهٔ ۱۵ سپتامبر ۱۹۷۶) ورزشکار هنرهای رزمی ترکیبی و جودوکار اهل ایالات متحده آمریکا است.